# Yang Hao (plongeon)
Dans ce nom chinois, le nom de famille, Yang, précède le nom personnel.
Pour les articles homonymes, voir Yang Hao.
Yang Hao, né le 3 février 1998 au xian de Shiping, est un plongeur chinois.

## Palmarès

### Jeux olympiques
- Jeux olympiques 2024 à Paris  France :
  -  Médaille d'or du plongeon synchronisé à 10 m avec Lian Junjie

### Championnats du monde
- Championnats du monde 2015 à Kazan  Russie :
  -  Médaille d'or du plongeon synchronisé mixte à 3 m avec Wang Han
- Championnats du monde 2017 à Budapest  Hongrie :
  -  Médaille d'or du plongeon synchronisé à 10 m avec Chen Aisen
- Championnats du monde 2019 à Gwangju  Corée du Sud :
  -  Médaille d'argent du plongeon individuel à 10 m
- Championnats du monde 2022 à Budapest  Hongrie :
  -  Médaille de bronze du plongeon individuel à 10 m
  -  Médaille d'or du plongeon synchronisé à 10 m avec Lian Junjie
- Championnats du monde 2023 à Fukuoka  Japon :
  -  Médaille de bronze du plongeon individuel à 10 m
  -  Médaille d'or du plongeon synchronisé à 10 m avec Lian Junjie
- Championnats du monde 2024 à Doha  Qatar :
  -  Médaille d'or du plongeon individuel à 10 m
  -  Médaille d'or du plongeon synchronisé à 10 m avec Lian Junjie

### Jeux asiatiques
- Jeux asiatiques 2018 à Jakarta  Indonésie :
  -  Médaille d'or du plongeon synchronisé à 10 m avec Chen Aisen
- Jeux asiatiques 2022 à Hangzhou  Chine :
  -  Médaille d'or du plongeon individuel à 10 m
  -  Médaille d'or du plongeon synchronisé à 10 m avec Lian Junjie

### Jeux olympiques de la jeunesse
- Jeux olympiques de la jeunesse 2014 à Nankin  Chine :
  -  Médaille d'or en plongeon à 13 m
  -  Médaille d'or en plongeon à 10 m